# 東光院 (東京都日の出町)
東光院（とうこういん）は、東京都西多摩郡日の出町にある曹洞宗の寺院。なお、約600メートル西に名称が酷似する東光寺がある。この寺も曹洞宗である。

## 歴史
931年（延長9年）、平良文の開基である。良文は、境内にある「妙見宮」（後述）の別当寺として、寺を創建した。
境内には高木角恋坊の句碑がある。角恋坊は明治・大正期の川柳界の第一人者であった。毎年8月に「ほろほろ忌」が挙行されている。

## 妙見宮
境内の脇の道から上に登ると「七星殿」（右横書き）の扁額が掛けられた韓国風建築物がある。これは1882年（明治15年）の火災で焼失した妙見宮を、1987年（昭和62年）に再建したものである。妙見信仰は良文の子孫である千葉氏が広く拡散させたが、元は飛鳥時代に高句麗や百済から渡来したものである。その縁により韓国風の妙見宮が建てられたのである。
毎年5月3日になると、韓国の農楽隊が町内を練り歩き、韓国舞踊が披露される。

## 文化財
- 東光院の梵鐘（日の出町指定有形文化財）[3]

## 交通アクセス
- 武蔵引田駅より徒歩26分。